# Crateritinae
Crateritinae es una subfamilia de foraminíferos bentónicos de la familia Rhapydioninidae, de la superfamilia Alveolinoidea, del suborden Miliolina y del orden Miliolida. Su rango cronoestratigráfico abarca el Holoceno.

## Clasificación
Crateritinae incluye al siguiente género:
- Craterites